# 悪漢
悪漢（あっかん）とは、本来的な意味では悪人、ならず者のうち特に男性を指す。
ただしピカレスク小説が「悪漢小説」などと訳されたのち、この語は別の意味合いも帯びるようになる。
1. 悪をなすことで成功を収めるが、やがて自ら破滅してゆく悲劇的人物。
2. 悪事によって別の巨悪を討つアンチヒーロー／ダーティー・ヒーロー。

現在、あえて悪人や悪党ではなく悪漢と言う場合には、上記（のうち特に2.）の意味であることが多い。